# Murska Sobota (comune)
Murska Sobota (ufficialmente in sloveno Mestna občina Murska Sobota) è un comune cittadino (mestna občina) della Slovenia. Ha una popolazione di 18 734 abitanti ed un'area di 64,4 km². Appartiene alla regione statistica dell'Oltremura, della quale è capoluogo. La sede del comune si trova nella città di Murska Sobota.

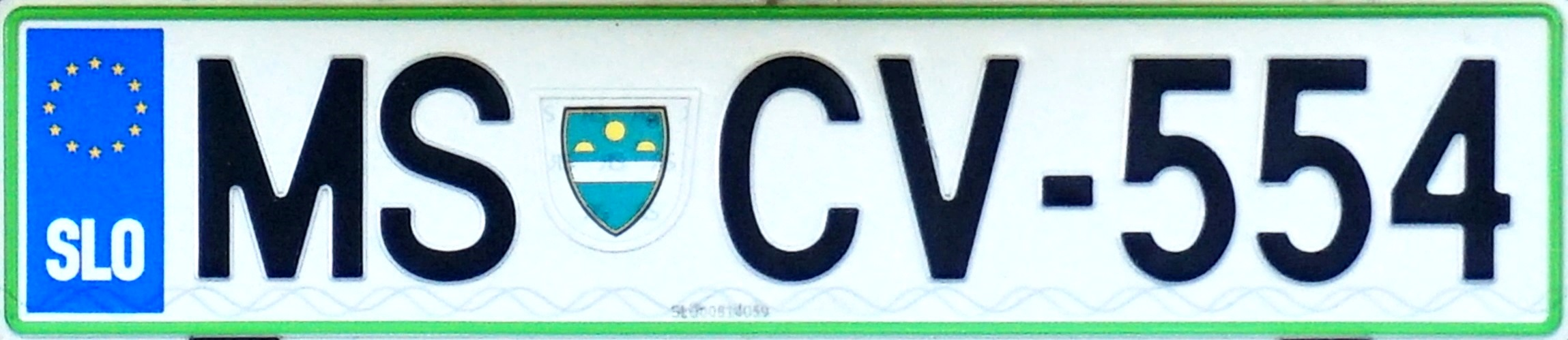
Targa del comune di Murska Sobota

## Geografia antropica

### Suddivisioni amministrative

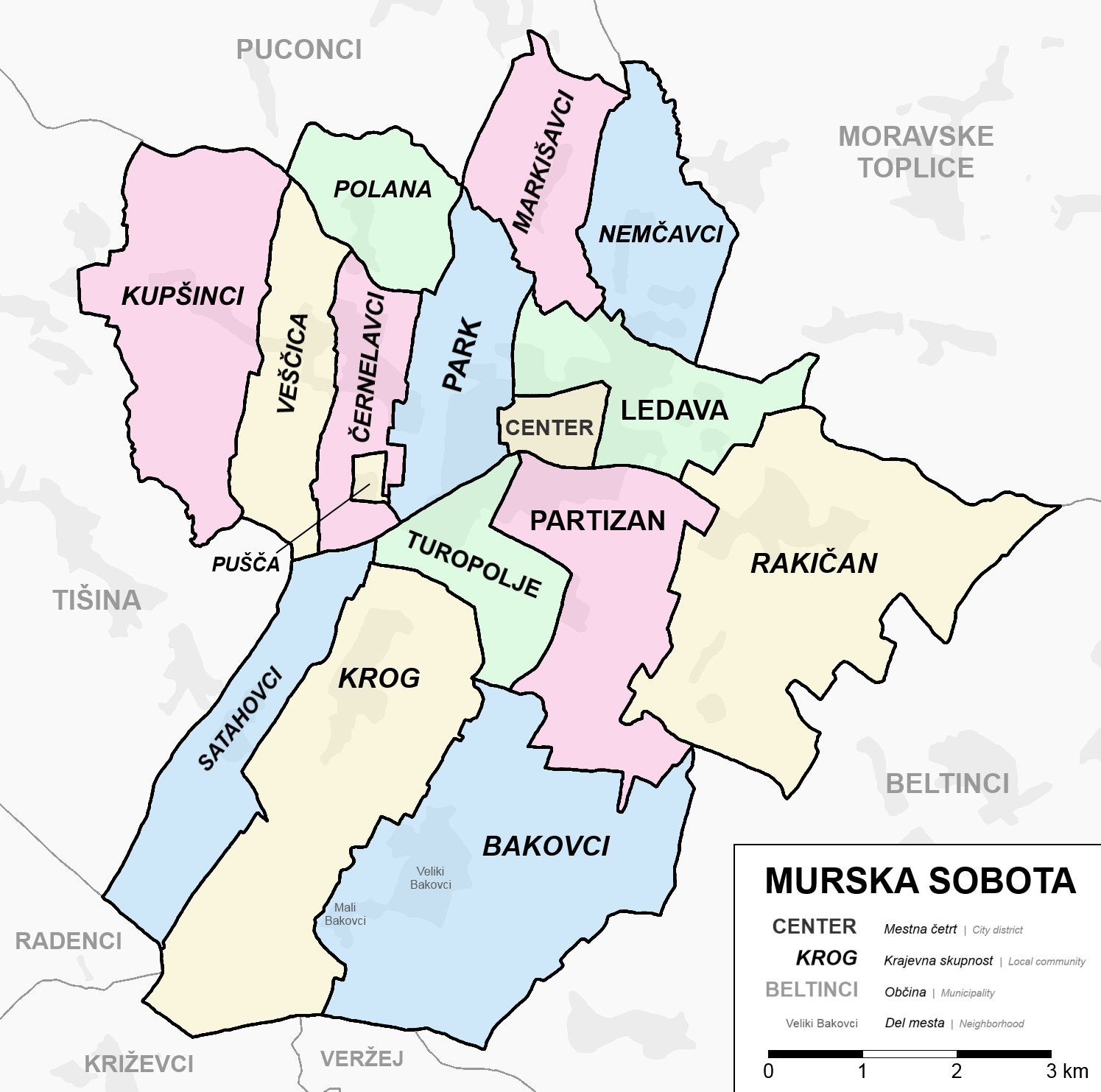
Mappa degli 11 insediamenti del comune di Murska Sobota

Il comune cittadino di Murska Sobota è formato da 11 insediamenti (naselija):
- Bakovci
- Černelavci
- Krog
- Kupšinci
- Markišavci
- Murska Sobota, insediamento capoluogo comunale
- Nemčavci
- Polana
- Pušča
- Rakičan
- Satahovci
- Veščica

## Amministrazione
| Periodo | Periodo   | Primo cittadino   | Partito | Carica  | Note |
| ------- | --------- | ----------------- | ------- | ------- | ---- |
| 2014    | 2018      | Aleksander Jevšek | SD      | sindaco |      |
| 2018    | in carica | Aleksander Jevšek | SD      | sindaco |      |

### Gemellaggi
- Bethlehem
- Ingolstadt
- Körmend
- Paraćin
- Podstrana
- Turnov